# (32789) 1989 SF5
1989 SF5 (asteroide 32789) é um asteroide da cintura principal. Possui uma excentricidade de 0.13565370 e uma inclinação de 3.03349º.
Este asteroide foi descoberto no dia 26 de setembro de 1989 por Eric Walter Elst em La Silla.